# Джек Нортроп

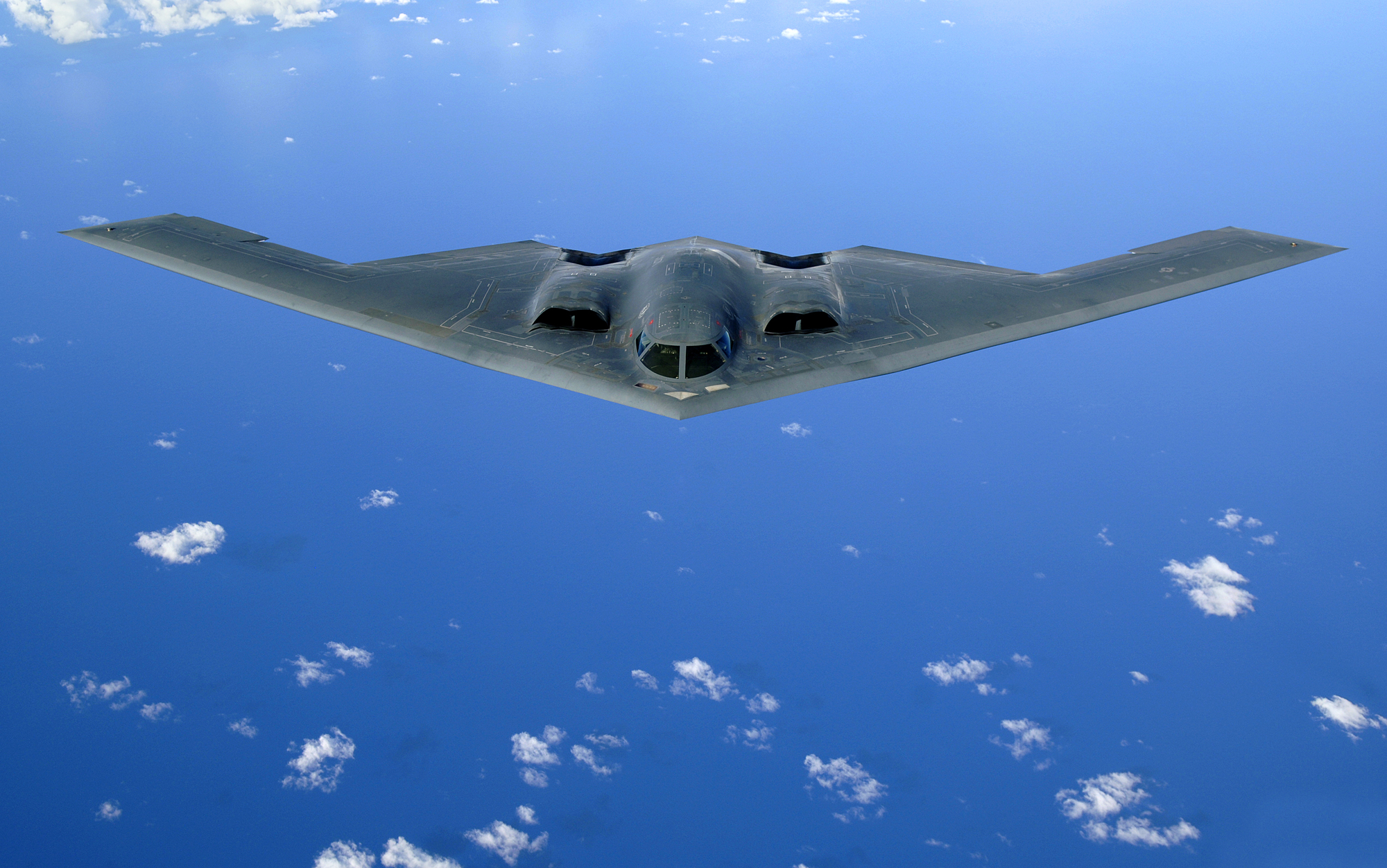
Northrop Grumman B-2 Spirit

Джон Кнудсен «Джек» Нортроп (англ. John Knudsen «Jack» Northrop; нар.10 листопада 1895, Ньюарк, штат Нью-Джерсі—пом.18 лютого 1981) — американський авіаконструктор, інженер та промисловець. Один із засновників компанії Lockheed (1927) і засновник компанії Northrop (1939).
У 1928 році заснував власну авіабудівну компанію «Avion», проте вже через два роки був змушений продати її «United Aircraft and Transport Corporation». 1932 року за підтримки Дональда Дугласа заснував нову компанію «Northrop Corporation» в місті Ель-Сегундо, штат Каліфорнія. Компанія створила два вельми успішні літаки: «Northrop Gamma» і «Northrop Delta».
До 1939 року «Northrop Corporation» стала підрозділом «Douglas Aircraft». У тому ж році Нортроп заснував незалежну компанію з тією ж назвою в м. Хоуторн, штат Каліфорнія. Працюючи в новій компанії, сконцентрувався на розробці «літаючих крил», які він вважав наступним етапом розвитку авіації, та створив ряд прототипів «літаючих крил», проте до серійного виробництва справа так і не дійшла. Водночас Нортроп був одним із творців ударного літака A-20 і керівником проекту важкого нічного винищувача P-61 Black Widow.
Незадовго до смерті конструктору була показана модель майбутнього бомбардувальника B-2. Очевидці передають, що розчулений старезний Нортроп тихо вимовив: «Тепер я знаю, навіщо Господь дарував мені останні чверть століття життя». Бомбардувальник Northrop Grumman B-2 Spirit, який втілив у собі технічні рішення Нортропа, був запущений у виробництво через вісім років після смерті свого творця.